# Jurij Aleksandrovič Egorov
Jurij Aleksandrovič Egorov (in russo Юрий Александрович Егоров?; Kazan', 28 maggio 1954 – Amsterdam, 16 aprile 1988) è stato un pianista sovietico naturalizzato olandese.

## Biografia

### Gioventù
Studiò musica al conservatorio della sua città dai 6 fino ai 17 anni. Uno dei suoi primi insegnanti fu Irina Dubinina, ex-allieva di Yakov Zak.
All'età di 17 anni vinse il quarto premio a Parigi nel concorso internazionale Marguerite-Long-Jacques-Thibaud. Successivamente studiò al Conservatorio di Mosca con Yakov Zak medesimo, dove rimase per sei anni. Nel 1974 vinse la medaglia di bronzo al Concorso internazionale Čajkovskij a Mosca e l'anno successivo un altro terzo premio al concorso musicale internazionale Regina Elisabetta in Belgio.

### Defezione e carriera nell'Ovest
Sentendosi soffocato nel sistema sovietico e perseguitato dal KGB in quanto omosessuale, fuggì dall'Unione Sovietica nel 1976 mentre era in tour in Italia, dove era stato chiamato per sostituire Arturo Benedetti Michelangeli. Successivamente, dichiarò in un'intervista:

In Russia, è impossibile vivere. È davvero ridicolo che non si possano leggere certi libri né ascoltare certa musica - Schönberg e Stockhausen, per esempio - in quanto espressioni della decadente arte capitalistica. Inoltre, io sono gay: in Russia, l'omosessualità è considerata una forma di pazzia. Io mi sentivo psichicamente malato. E chi viene scoperto omosessuale, rischia da cinque a sette anni di prigione. Mi dovevo nascondere, ed è una cosa che odio.

Dopo avere ottenuto i documenti necessari, Egorov si trasferì ad Amsterdam. Nel 1977 partecipò al concorso pianistico internazionale Van Cliburn a Fort Worth, Texas, dove suscitò un enorme entusiasmo nel pubblico. Tuttavia egli non venne selezionato per accedere alla finale, probabilmente per ragioni di opportunità politica: come affermò in seguito lo stesso Egorov, assegnare un premio a un dissidente sovietico avrebbe inficiato l'immagine del concorso come un luogo di 'distensione' politica tra le due superpotenze. Tuttavia, alcuni ascoltatori delusi formarono un comitato per raccogliere per Egorov l'equivalente del primo premio, ovvero 10.000 dollari. Alla fine l'edizione del concorso di quell'anno venne vinta dal sudafricano Steven DeGroote ma fu Egorov a riportarne la vittoria morale e a iniziare uno sfolgorante percorso di successi negli USA.
Egorov fece il suo debutto newyorkese al Lincoln Center il 23 gennaio 1978. Esattamente tre mesi dopo debuttò a Chicago, dove un critico definì il suo concerto “il debutto del decennio”. A luglio dello stesso anno il "Musical America Magazine" selezionò Youri come “musicista del mese”. Suonò per la prima volta al Carnegie Hall il 16 dicembre durante una registrazione dal vivo.
Nel 1979 due incisioni di Egorov apparvero nella classifica Billboard degli LP di musica classica più venduti.
Nel primo periodo degli anni Ottanta Egorov si ammalò di AIDS. A causa di questa sindrome, fu colpito da una forma aggressiva di meningite e divenne epilettico, perdendo progressivamente la vista e l'equilibrio a causa dei farmaci che doveva assumere. Duramente provato dalla malattia, tenne il suo ultimo concerto ad Amsterdam il 24 novembre 1987 eseguendo i sei Momenti musicali di Schubert. Chiese di ricevere legalmente l'eutanasia, che gli fu praticata il 16 aprile 1988.
La sua storia è raccontata dal giornalista Jan Brokken, che faceva parte della sua cerchia di amici più stretti, in un romanzo intitolato Nella casa del pianista (2008), pubblicato in italiano da Iperborea nel 2011.
Questo pianista rimane "nella memoria di più di un amante della musica per l'incredibile delicatezza e chiarezza del suo modo di suonare".

## Stile
Scrivendo per il "New York Times", Harold C. Schonberg scrisse che Egorov suonava «... in uno stile libero e romantico, e il suo approccio è notevolmente diverso da quello di così tanti vincitori di concorsi.»
Sviatoslav Richter, Dinu Lipatti, Arturo Benedetti Michelangeli, Vladimir Horowitz sono tra i pianisti citati da Yurij Egorov come proprie influenze.
Sono stati evidenziati parallelismi tra Egorov e Dinu Lipatti come modo di suonare. Inoltre, entrambi diedero il loro ultimo concerto all'età di 33 anni, entrambi a conoscenza del fatto di avere ancora pochi mesi da vivere.
La EMI ha pubblicato un cofanetto di 7 cd dal titolo Youri Egorov - The Master Pianist.

## Discografia
| Anno | Compositore | Opere | Registrati                                                          | CD, LP o al sito web                   |
| ---- | ----------- | --- | ------------------------------------------------------------------- | -------------------------------------- |
| 1974 | Čajkovskij  | Le Stagioni, suite per pianoforte, Opus 37b (1875-1876)                                                                                        | VARA sala di registrazione 1, Hilversum                             | Radio 4 Concerthuis                    |
| 1974 | Čajkovskij  | Concerto per pianoforte e orchestra No.3 in Mi bemolle maggiore Opus 75, Orchestra Filarmonica della radio olandese, conduttore Roberto Benzi  | Concertgebouw Grande Sala, Amsterdam                                | Radio 4 Concerthuis                    |
| 1975 | Maes        | Concerto per pianoforte, Orchestra Sinfonico della RTBF, conduttore Irwin Hoffman                                                              | Concorso Musicale Internazionale Regina Elisabetta, BOZAR Bruxelles | Deutsche Grammophon 2530 602           |
| 1976 | Bach        | Concerto Italiano in Fa maggiore BWV 971 | Concertgebouw Piccola Sala, Amsterdam                               | Radio 4 Concerthuis                    |
| 1976 | Bach        | Il clavicembalo ben temperato Primo Libro: No.13 in Fa diesis maggiore BWV 857                                                                 |                                                                     | CD Astoria Stereo DP 87001             |
| 1976 | Bach        | Il clavicembalo ben temperato Primo Libro: No.24 en si minore BWV 869                                                                          |                                                                     | CD Astoria Stereo DP 87001             |
| 1976 | Chopin      | Studio in Mi maggiore Opus 10 No.3 'Tristesse' o ‘L'adieu'                                                                                     | Concertgebouw Grande Sala, Amsterdam                                | Radio 4 Concerthuis                    |
| 1976 | Chopin      | Studio in do diesis minore Opus 10 No.4 | Concertgebouw Grande Sala, Amsterdam                                | Radio 4 Concerthuis                    |
| 1976 | Chopin      | Scherzo No.2 in si bemolle minore Opus 31 | Concertgebouw Grande Sala, Amsterdam                                | Radio 4 Concerthuis                    |
| 1976 | Saint-Saëns | Concerto per pianoforte No.2 in sol minore Opus 22 (1868), Amsterdam Sinfonia Orchestra, conduttore Guido Ajmone-Marsan                        | Concertgebouw Grande Sala, Amsterdam                                | Radio 4 Concerthuis                    |
| 1976 | Scarlatti   | Sonate per clavicembalo in Sol maggiore K 125                                                                                                  | Concertgebouw Grande Sala, Amsterdam                                | Radio 4 Concerthuis                    |
| 1976 | Scarlatti   | Sonate per clavicembalo in re minore K 32 | Concertgebouw Grande Sala, Amsterdam                                | Radio 4 Concerthuis                    |
| 1976 | Scarlatti   | Sonate per clavicembalo in La maggiore K 322                                                                                                   | Concertgebouw Grande Sala, Amsterdam                                | Radio 4 Concerthuis                    |
| 1976 | Scarlatti   | Sonate per clavicembalo in Mi maggiore K 380                                                                                                   | Concertgebouw Grande Sala, Amsterdam                                | Radio 4 Concerthuis                    |
| 1976 | Scarlatti   | Sonate per clavicembalo in Fa maggiore K 518                                                                                                   | Concertgebouw Grande Sala, Amsterdam                                | Radio 4 Concerthuis                    |
| 1976 | Scarlatti   | Sonate per clavicembalo in si minore K 87 | Concertgebouw Grande Sala, Amsterdam                                | Radio 4 Concerthuis                    |
| 1978 | Beethoven   | Concerto per pianoforte e orchestra No.3 in do minore, Opus 37, Amsterdam Sinfonia Orchestra, conduttore Hans Vonk                             | Concertgebouw Grande Sala, Amsterdam                                | NOS                                    |
| 1978 | Bach        | Fantasia cromatica e Fuga in re minore BWV 903                                                                                                 | Carnegie Hall, New York                                             | EMI Classics 50999 2 06531 2 5         |
| 1978 | Beethoven   | Fantasia corale in do minore Opus 80, Orchestra Filarmonica della radio olandese, conduttore Willem van Otterloo                               | Concertgebouw Grande Sala, Amsterdam                                | Radio 4 Concerthuis                    |
| 1978 | Chopin      | Studio Opus in Mi maggiore 10 No.3 'Tristesse' o ‘L'adieu'                                                                                     | Carnegie Hall, New York                                             | EMI Classics 50999 2 06531 2 5         |
| 1978 | Chopin      | Studio in Sol bemolle maggiore Opus 10 No.5 ‘Tasti Neri’                                                                                       | Carnegie Hall, New York                                             | EMI Classics 50999 2 06531 2 5         |
| 1978 | Chopin      | Fantasia in fa minore Opus 49 | Carnegie Hall, New York                                             | EMI Classics 50999 2 06531 2 5         |
| 1978 | Liszt       | La Campanella S 141 | Studio TV, Baden-Baden                                              | Site Internet Youri Egorov Fondazione  |
| 1978 | Mozart      | Fantasia n. 4 in do minore K 475 | Carnegie Hall, New York                                             | EMI Classics 50999 2 06531 2 5         |
| 1978 | Rachmaninov | Rapsodia su un tema di Paganini op. 43, Orchestra Filarmonica della radio olandese, conduttore Willem van Otterloo                             | Concertgebouw Grande Sala, Amsterdam                                | Radio 4 Concerthuis                    |
| 1978 | Schumann    | Kreisleriana op. 16 | Concertgebouw Piccola Sala, Amsterdam                               | EMI Classics 50999 2 06531 2 5         |
| 1978 | Schumann    | Novellette Opus 21 No.1 e 8 | Concertgebouw Piccola Sala, Amsterdam                               | EMI Classics 50999 2 06531 2 5         |
| 1979 | Chopin      | Studi Opus 10 e 25 | New York                                                            | Musical Heritage Society 4493          |
| 1979 | Schumann    | Fantasia per pianoforte solo in Do maggiore Opus 17                                                                                            | Paesi Bassi                                                         | Globe GLO 6015                         |
| 1979 | Čajkovskij  | Concerto per pianoforte e orchestra No.1 in si bemolle menore Opus 23, Concertgebouw Orchestra, conduttore Antal Doráti                        | RAI centro congressi, Amsterdam                                     |                                        |
| 1980 | Bach        | Partita No.6 in mi minore BWV 830 | Concertgebouw Grande Sala, Amsterdam                                | Legacy 2 Canal Grande CG 9214          |
| 1980 | Bartók      | Sonata per pianoforte (1926) | Concertgebouw Grande Sala, Amsterdam                                | Legacy 2 Canal Grande CG 9214          |
| 1980 | Chopin      | Studi Opus 10 | Concertgebouw Grande Sala, Amsterdam                                | Legacy 2 Canal Grande CG 9214          |
| 1981 | Bartók      | Sonata No.2 per violino e pianoforte (1923), Emmy Verhey, violono                                                                              | Concertgebouw Piccola Sala, Amsterdam                               | MP3 Download                           |
| 1981 | Brahms      | Sonata per pianoforte e violino No.3 in re minore Opus 108 (1886/88) Emmy Verhey, violino                                                      | Concertgebouw Piccola Sala, Amsterdam                               | MP3 Download                           |
| 1981 | Chopin      | Fantasia in fa minore Opus 49 | Abbey Road Studios, Londra                                          | EMI Classics 50999 2 06531 2 5         |
| 1981 | Chopin      | Notturno in Re bemolle maggiore Opus 27 No.2                                                                                                   | Abbey Road Studios, Londra                                          | EMI Classics 50999 2 06531 2 5         |
| 1981 | Chopin      | Notturno in mi minore Opus Posth. No.1 | Abbey Road Studios, Londra                                          | EMI Classics 50999 2 06531 2 5         |
| 1981 | Chopin      | Notturno in Fa diesis maggiore Opus 15 No.2 | Abbey Road Studios, Londra                                          | EMI Classics 50999 2 06531 2 5         |
| 1981 | Chopin      | Scherzo No.2 in si bemolle minore Opus 31 | Abbey Road Studios, Londra                                          | EMI Classics 50999 2 06531 2 5         |
| 1981 | Haydn       | Sonate No.33 Hoboken XVI/20 | Concertgebouw Grande Sala, Amsterdam                                | Legacy 4 Canal Grande CG 9216          |
| 1981 | Prokof'ev   | Sonata per pianoforte No.8 in Si bemolle maggiore Opus 84 (1939-1944)                                                                          | Concertgebouw Grande Sala, Amsterdam                                | Legacy 3 Canal Grande CG 9215          |
| 1981 | Schubert    | Sonata per violino e pianoforte in La maggiore D 574 (1817), Emmy Verhey, violino                                                              | Concertgebouw Piccola Sala, Amsterdam                               | MP3 Download                           |
| 1981 | Schumann    | Papillons Opus 2 | Concertgebouw Piccola Sala, Amsterdam                               | EMI Classics 50999 2 06531 2 5         |
| 1982 | Beethoven   | Andante Favori in Fa maggiore WoO 57 | Concertgebouw Grande Sala, Amsterdam                                | Legacy 4 Canal Grande CG 9216          |
| 1982 | Beethoven   | Concerto per pianoforte e orchestra No.5 in Mi bemolle maggiore Opus 73 'L'Imperatore', Philharmonia Orchestra, conduttore Wolfgang Sawallisch | Abbey Road Studios, Londra                                          | EMI Classics 50999 2 06531 2 5         |
| 1982 | Chopin      | Ballata No.1 in sol minore Opus 23 | Abbey Road Studios, Londra                                          | EMI Classics 50999 2 06531 2 5         |
| 1982 | Schubert    | Sonata per pianoforte No.19 in do minore D 958                                                                                                 | Concertgebouw Grande Sala, Amsterdam                                | ET'CETERA KTC 1468                     |
| 1982 | Schumann    | Carnaval Opus 9 | EMI Records Ltd.                                                    | EMI Classics 50999 2 06531 2 5         |
| 1982 | Schumann    | Toccata per pianoforte Opus 7 | EMI Records Ltd.                                                    | EMI Classics 50999 2 06531 2 5         |
| 1982 | Brahms      | Concerto per pianoforte No.1 in re minore Opus 15, Utrecht orchestra sinfonica, conduttore David Zinman                                        | Concertgebouw Grande Sala, Amsterdam                                |                                        |
| 1982 | Chopin      | Concerto per pianoforte e orchestra No.2 in fa minore, Opus 21, Utrecht orchestra sinfonica, conduttore David Zinman                           | Concertgebouw Grande Sala, Amsterdam                                | Veronica Merken BV                     |
| 1983 | Brahms      | 6 Pezzi per pianoforte: Intermezzo in la minore Opus 118                                                                                       | Sala di registrazione TROS                                          | Philips Essential Recordings 464 375-2 |
| 1983 | Brahms      | 6 Pezzi per pianoforte: Intermezzo in La maggiore Opus 118                                                                                     | Sala di registrazione TROS                                          | Philips Essential Recordings 464 375-2 |
| 1983 | Brahms      | 6 Pezzi per pianoforte: Intermezzo in fa minore Opus 118                                                                                       | Sala di registrazione TROS                                          | Philips Essential Recordings 464 375-2 |
| 1983 | Debussy     | Estampes (1903) L 100 | Abbey Road Studios, Londra                                          | EMI Classics 50999 2 06531 2 5         |
| 1983 | Debussy     | Primo Libro No.1 Reflets dans l'eau L 110 | Abbey Road Studios, Londra                                          | EMI Classics 50999 2 06531 2 5         |
| 1983 | Debussy     | Préludes Libro 1 e 2 L 117 & L 123 | Abbey Road Studios, Londra                                          | EMI Classics 50999 2 06531 2 5         |
| 1983 | Šostakovič  | Sonata No.2 in si minore Opus 64 (1942) | Concertgebouw Grande Sala, Amsterdam                                | Legacy 3 Canal Grande CG 9215          |
| 1985 | Mozart      | Concerto per pianoforte No. 17 in Sol maggiore K 453, Philharmonia Orchestra, conduttore Wolfgang Sawallisch                                   | Abbey Road Studios, Londra                                          | EMI Classics 50999 2 06531 2 5         |
| 1985 | Mozart      | Concerto per pianoforte e orchestra No. 20 in re minore K 466, Philharmonia Orchestra, conduttore Wolfgang Sawallisch                          | Abbey Road Studios, Londra                                          | EMI Classics 50999 2 06531 2 5         |
| 1985 | Schumann    | Arabeske Opus 18 | Abbey Road Studios, Londra                                          | EMI Classics 50999 2 06531 2 5         |
| 1985 | Schumann    | Bunte Blätter Opus 99 | Abbey Road Studios, Londra                                          | EMI Classics 50999 2 06531 2 5         |
| 1986 | Babadjanian | Bilder für Piano (1965) | De IJsbreker, Amsterdam                                             | Legacy 3 Canal Grande CG 9215          |
| 1987 | Beethoven   | Andante Favori in Fa maggiore WoO 57 | VARA sala di registrazione 1, Hilversum                             | Legacy 4 Canal Grande CG 9216          |
| 1987 | Brahms      | Quintetto per pianoforte e archi in fa minore Opus 34, Glinka Quartetto                                                                        | Concertgebouw Piccola Sala, Amsterdam                               | Radio 4 Concerthuis                    |
| 1987 | Ravel       | Miroirs | De IJsbreker, Amsterdam                                             |                                        |
| 1987 | Schubert    | Quintetto per pianoforte e archi in La maggiore ‘La Trota’ D 667, Orlando Quartetto                                                            | Concertgebouw Piccola Sala, Amsterdam                               | NCRV                                   |
| 1987 | Schubert    | Moments musicaux D 780 | Concertgebouw Piccola Sala, Amsterdam                               | ET'CETERA KTC 1468                     |
| 1988 | Brahms      | 6 Pezzi per pianoforte Opus 118 | Registrazione privato                                               | Site Internet Youri Egorov Fondazione  |